# Joseph Antoine Toussaint Dinouart
Joseph Antoine Toussaint Dinouart, né à Amiens, le 1er novembre 1716 et mort le 23 avril 1786, est un prédicateur, polémiste, compilateur ès sciences sacrées et apologiste du féminisme français.

## Biographie
Ordonné prêtre du diocèse d'Amiens vers 1740, Dinouart montra dans sa jeunesse beaucoup de dispositions pour la poésie latine, mais il la négligea plus tard, lorsqu'il se fut adonné à la prédication, dans laquelle il obtint des succès. Un opuscule en faveur des femmes l'ayant brouillé avec son évêque, l'abbé Dinouart vint à Paris et fut attaché à la paroisse Saint-Eustache. Il la quitta bientôt pour faire l'éducation particulière d'un fils de M. de Marville, lieutenant de police. Cet emploi lui valut une pension viagère de 600 francs et un canonicat à l'église collégiale de Saint-Benoît. L'aisance où il se trouvait lui permit alors de se livrer à son goût pour la littérature.
Dès 1755, Dinouart avait coopéré au Journal chrétien de l'abbé Joannet, mais ayant renouvelé dans cette feuille l'accusation de déisme, et même d’athéisme contre Sainte-Foix, celui-ci intenta aux deux associés un procès criminel au Châtelet, et ils furent condamnés à se rétracter.
En 1760, il entreprit seul le Journal ecclésiastique, qu'il continua jusqu'à sa mort. La collection de ce journal forme plus de 100 volumes. On y trouve des extraits de sermons et d'ouvrages de morale ou de piété, des recherches sur le droit ecclésiastique, les conciles, etc. Dinouart s'était fait recevoir membre de l'Académie d'Arcadie, à Rome.

## Publications
Ses principaux ouvrages sont : 
1. Lettre à l'abbé Gouget, au sujet des hymnes de Santeuil, adoptées dans le nouveau Bréviaire, Arras, 1748, in-4°. L'auteur s'y plaint des changements qu'on a faits à quelques hymnes du poète latin. L'abbé de Laverde releva cette critique, et Dinouart répliqua la même année par un écrit plein de fiel intitulé le Camouflet, 1748, in-4°.
2. Le Triomphe du sexe, Amsterdam, 1749, in-12. Dédié à la marquise du Châtelet. Numérisé sur gallica. L’abbé Dinouart prétendait prouver sinon, dit Antoine-Alexandre Barbier, la supériorité des femmes sur les hommes, au moins leur égalité. Ce fut cet ouvrage qui mécontenta l'évêque d'Amiens.
3. Éloquence du corps dans le ministère de la chaire, Paris, 1754 [Privilège royal, 1752], in-12 ; 2e édition corrigée et augmentée, ibid., 1761, même format ;
4. Manuel des pasteurs, 1764, 2 vol. in-12 ; réimprimé, Lyon, 1768, 3 vol. in-12. C'est un extrait des meilleurs rituels, et il pourrait être utile aux curés de campagne.
5. Exercitium diurnum, seu Manuale precum in usum et gratiam sacerdotum ; nunc denuo editum a sacerdote gallicano exsule, Vienne en Autriche, 1797, in-8°, ouvrage posthume
6. des hymnes et d'autres poésies latines, dont on trouvera l'indication dans la France littéraire de dans le Journal ecclésiastique de 1780 et dans l'Histoire littéraire d'Amiens du P. Dairé, p. 347.

## Traductions
On doit en outre à l'abbé Dinouart un grand nombre de traductions, parmi lesquelles on citera :
1. la Rhétorique du Prédicateur, traduit du latin d'Augustin Valerio, évêque de Vérone et cardinal, Paris, in-12.
2. La Sarcothée, traduction du poëme latin du jésuite Masétrius, Paris, Barbou, in-12.
3. Oraisons de Cicéron contre Verres et Oratio pro Murena, avec le texte en regard, Paris, Barbou, 1757, in-12.
4. Histoire d'Alexandre le Grand, par Quinte-Curce, avec les suppléments de Freinshémius, Paris, Barbou, 1759, 2 vol. in-12
5. Abrégé de l'embryologie sacrée, ou traité des devoirs des prêtres, des médecins, des chirurgiens et des sages-femmes, sur le salut éternel des enfants qui sont dans le ventre de leur mère, traduit du latin du docteur Cangimalia, Paris, 1762, in-12, et ibid., 1766, même format. Le médecin Augustin Roux a eu part à cette traduction.
6. La République des jurisconsultes, précédée d'une notice sur la vie et les écrits de l'auteur Gennaro, célèbre avocat napolitain, suivie de l'analyse d'un traité italien du même auteur sur l'Abus de l'éloquence dans le barreau, et d'un poème latin sur la loi des Douze Tables, Paris, 1768, in-12.

## Éditions
Nous ajouterons à cette notice l'indication de plusieurs ouvrages dont Dinouart ne peut être considéré que comme éditeur, bien que son nom figure sur le titre :
1. Indiculus universalis, ou l'Univers en abrégé, du P. Porney, jésuite, Paris, Barbou, 1756, in-12 Ouvrage qui offre des changements et de notables augmentations. Le petit dictionnaire latin qui le termine est dû à l'abbé Valart.
2. Petit apparat royal, ou nouveau Dictionnaire français et latin, Paris, Barbou, 1756., in-8°.
3. Vie du vénérable don Jean de Palafox, évêque d'Angelópolis, etc. Cologne, 1767, in-8°. Le P. Champion, jésuite, en est le véritable auteur : Dinouart n'a fait que retoucher le style.
4. Méthode pour étudier la théologie, Paris, 1768, in-12. Ouvrage de Dupin, que l'éditeur, a revu et augmenté.
5. Santoliana, Paris, 1764, in-12, compilation qui n'est guère que la copie d'une autre plus ancienne, dont le titre était la Vie et les bons mots de Santeuil, etc.
6. Abrégé chronologique de l'Histoire ecclésiastique, Paris, 1768, 3 vol. in-8°, Nouvelle édition, très augmentée, il est vrai, de l'ouvrage publié par Macquer, en 1754, sous le même titre.
7. Traits de l'autorité ecclésiastique et de la puissance temporelle, conformément à la déclaration du clergé de France de 1682, etc., Paris, 1768, 3 vol. in-12. C'est l'ouvrage publié en vol. in-8° par Dupin.
8. L'art de se taire, principalement en matière de religion, Paris, 1771, petit in-12, réimpression presque textuelle de la Conduite pour se taire et pour parler, principalement en matière de religion, ouvrage anonyme du P. du Rosel, jésuite, imprimé à Paris, en 1696, in-12. Voir au sujet de ce dernier plagiat, une lettre de l'abbé Grosier, insérée dans l'Année littéraire, 1772, t. 8, p. 268). Enfin Dinouart a travaillé avec l'abbé Jaubert à la rédaction des Anecdotes ecclésiastiques, Paris, 1772, 2 vol. in-12 ; il a inséré plusieurs morceaux de littérature dans le Journal de Verdun, et a laissé quelques ouvrages manuscrits. Barbier, dans son Examen critique des Dictionnaires historiques, lui a consacré un long article. On peut aussi consulter avec fruit la France littéraire de Quérard.

## Pour approfondir